# Pjotr Velikij (1996)
Pjotr Velikij (ryska: Пётр Великий, i svensk översättning "Peter den store") är en atomdriven tung robotkryssare tillhörande ryska flottan. Kryssaren är det fjärde och sist byggda fartyget ur Orlan-klassen. Fartyget beställdes och kölsträcktes under Sovjettiden under namnet Jurij Andropov efter den tidigare generalsekreteraren för sovjetiska kommunistpartiets centralkommittés politbyrå Jurij Andropov men döptes om till Pjotr Velikij efter tsar Peter I av Ryssland när sovjetunionen kollapsat. Fartyget kölsträcktes 1986 och sjösattes år 1996 efter en byggnadstid på tio år, fartyget togs slutligen i tjänst 1998. Kryssaren har huvudsakligen tjänstgjort som flaggskepp för den ryska Norra flottan.

## Konstruktion
Fartyget är 252 meter långt över allt och har en största bredd på 28,5 meter, det maximala deplacementet är 28 000 ton. Fartyget har en ovanlig maskinanläggning med två tryckvattenreaktorer och två oljeeldade ångpannor som förser de två ångturbinerna med ånga. Varje reaktor ger en termisk effekt på 300 MW och laddas med runt 300 kg höganrikat uran. Vid drift med ånga från kärnreaktorerna har fartyget en största hastighet på 20 knop med i stort sett obegränsad räckvidd. Om oljepannorna används så ökar den maximala hastigheten till 32 knop. De två kärnreaktorerna har en beräknad livslängd på 50 år.

### Beväpning
Pjotr Velikij är tungt bestyckad med både tunga sjömålsrobotar, luftvärnsrobotar, luftvärnskanoner och artilleri. Först och främst finns tolv sexställiga B-203A vertikallavettage (totalt 96 S-300F Fort (SA-N-6 Grumble) robotar med en räckvidd mot inkommande robotar på 25 meters höjd av 25 kilometer; mål på 2000 meters höjd och högre kan bekämpas ut till 90 kilometer), och sedan ett dubbeltorn med 130-millimeters 70-kalibrig AK-130 allmålskanon (AR-32 zonrör eller DVM-60M brinntidrör) med 840 granater och en eldhastighet av 60 granater per minut och eldrör. Maximal räckvidd mot ytmål är 28 kilometer, mot luftmål avsevärt kortare.
Kortdistansluftförsvarssystemen består dels av 16 åttaställiga 3K95 Kinzjal (SA-N-9 Gauntlet) luftvärnsrobotsystem (totalt 128 robotar med en räckvidd av 1 till 12 kilometer och möjlighet att insättas mot mål på en höjd från 9 till 6000 meter), och dels av sex 3K87 Kortik CIWS (SA-N-11 Grison), vardera med åtta robottuber (totalt 192 robotar med en räckvidd av 1 till 10 kilometer och förmåga att insättas mot mål på en höjd från 10 till 6000 meter; 48 missiler per CIWS)) och två 30-millimeters Gatlingkanoner (totalt 24 000 granater) med en eldhastighet av 2 500 granater per minut och eldrör samt en räckvidd på mellan 500 och 1500 meter och med en topphöjd för bekämpning på 3000 meter.
Fartyget har som huvudbestyckning 20 stycken P-700 Granit (SS-N-19 Shipwreck). Roboten har en räckvidd på 625 km och kan förses med vanlig stridsspets på 750 kg eller en kärnladdning på 500 kiloton. Eftersom robotbeväpningen hade en sådan lång räckvidd hade fartygen själva liten möjlighet att upptäcka målen på sådana långa avstånd. Eldledningshelikoptrar av typen Kamov Ka-25Ts kan med sin kraftiga radar Uspech (framgång) upptäcka mål på betydligt längre avstånd än vad fartygets egen radar kan se.